# Santa Maria del Castell de Santa Maria
Santa Maria del Castell de Santa Maria és una església del nucli del Castell de Santa Maria, al municipi de Sant Guim de Freixenet (Segarra) inclosa a l'Inventari del Patrimoni Arquitectònic de Catalunya.

## Descripció
És una església situada a l'entrada del poble, aïllada d'edificacions però perfectament integrada dins del seu nucli urbà. Es tracta d'un edifici d'una sola nau, de planta rectangular, capçalera plana i coberta exterior a doble vessant amb ràfec de teula al voltant del seu perímetre. L'interior de l'església presenta una coberta amb volta de canó reforçada per dos arcs torals.

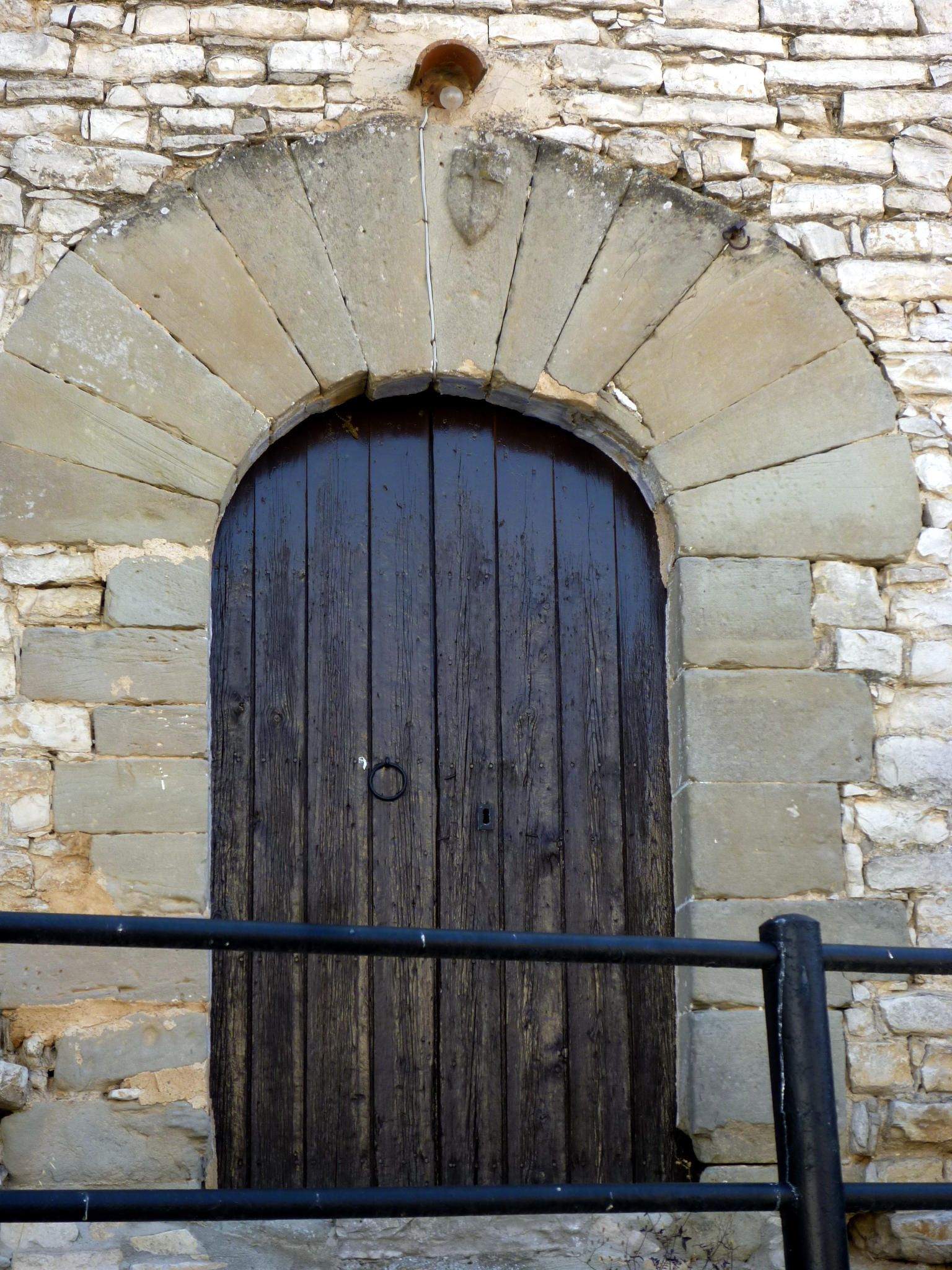
Portada

A la façana principal s'obre la porta d'accés adovellada, presentant a la clau un treball motllurat d'un escut en forma d'ametlla i una creu llatina. Per sobre d'aquesta porta, es disposa un petit òcul i corona la façana un campanar de paret de dos ulls amb coberta a doble vessant. A la façana sud, s'obre una finestra d'arc de mig punt monolítica, actualment mig paredada. A la façana est situada a la capçalera de l'edifici troben una obertura cruciforme, mig paredada. A la façana nord, sobresurt la sagristia de l'església. L'obra presenta un parament de carreus o carreuó irregular disposat regularment.

## Història
Són molt tardanes les notícies que es tenen d'aquest lloc, com també de la seva església. La vinculació d'aquesta amb Sant Pere de Sant Domí es fa evident en la documentació que ens parla de la visita pastoral d'Antoni Pasqual el 1685. L'edifici ha sofert remodelacions que han afectat la seva estructura primitiva. L'antic absis va desaparèixer quan es va allargar la nau, amb la construcció d'una altra de volta apuntada. L'eix d'aquesta nau tampoc coincideix amb el de la primitiva. S'obren dos arcs de mig punt, un dels quals, al cantó nord, dona accés a la sagristia.